# Maria-faceira
Maria-faceira (nome científico: Syrigma sibilatrix) é uma ave da família Ardeidae, ordem Pelecaniformes. Existem duas subespécies: S.s. sibilatrix,  e S.s. fostersmithi, encontradas na  América do Sul.
Sociedades indígenas costumavam utilizar as suas penas com finalidade comercial, mas não tão fortemente ao ponto de reduzir as populações.

## Outros nomes, grafias e etimologia
Também conhecida popularmente como garça-flauta-do-sol, coaracinumbi e coaracimimbi, "Maria-faceira" é uma referência a seu comportamento ativo. "Coaracimimbi" e "coaracinumbi" vêm da junção dos termos tupis kûarasy, "sol" e me'mbi, "flauta", sendo uma referência a seu canto e a sua coloração amarelada.

## Características

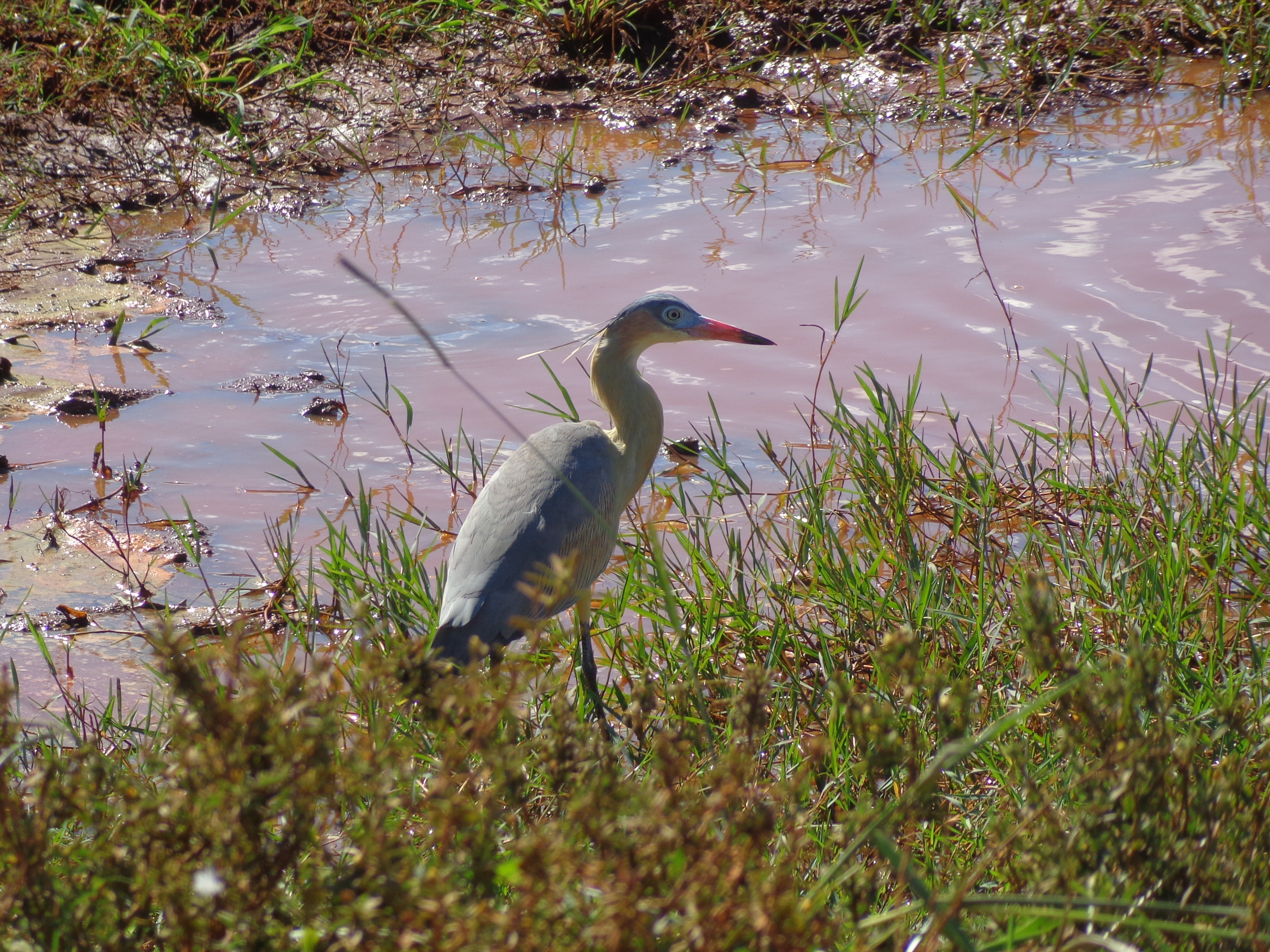
Maria-faceira (Syrigma sibilatrix) à beira de ribeirão - Bonito MS, Brasil (2013)

A maria-faceira tem 53-64 cm de comprimento e pesa em média 520-540 gramas. A subespécie S.s. sibilatrix pode ser maior, mas tem uma cabeça menor em relação ao corpo. Apresenta face azul-clara, coroa e crista acinzentadas e bico róseo com mancha azul-violeta na ponta. As penas da região da garganta, pescoço e partes inferiores são amareladas, enquanto o dorso é cinza-claro. Ao redor dos olhos, a cor da plumagem é azulada. Os tons das cores podem variar entre os indivíduos. As pernas são amarronzadas e bastante curtas. Os juvenis têm o mesmo padrão geral, mas são mais embaçados do que os adultos, com a coroa mais clara, o peito cinza claro e a garganta e os lados sem manchas brancas. Os casais geralmente permanecem juntos na maior parte do tempo. Essa espécie é responsável por emitir um sibilo melodioso característico durante o voo. Diferentemente de outras garças, que voam com o pescoço posicionado em formato de "S", a maria-faceira voa com o pescoço esticado.

## Distribuição
Ela ocorre em altitudes de até 500 m (com um recorde de 2300 m), muitas vezes em situações de gramíneas mais secas do que outras garças suportam, mas também em uma ampla variedade de terreno aberto alagado ou superficialmente submerso. Pode se esconder em árvores, gosta particularmente de regiões onde áreas abertas são misturadas com bosques. Não tem objeções a habitats alterados pelo homem, como pastagens e margens de estradas, e muitas vezes empoleira-se em moirões de cercas.
A subespécie S.s. sibilatrix pode ser encontrada no Brasil, Uruguai, Paraguai e Argentina, e a S.s. fostersmithi, é presente na Colômbia e na Venezuela. Faz movimentos sazonais, pelo menos no nordeste da Venezuela, onde não ocorre de novembro a janeiro, mas permanece durante todo o ano em outras áreas, como a província de Buenos Aires, na Argentina.
Frequenta savanas periodicamente inundadas, tanto durante a estação seca como durante os períodos chuvosos. Ela se beneficia do desmatamento e da agricultura. Por ser uma garça bem-sucedida em região tropical-seca, ela foi comparada a duas espécies originárias do Velho Mundo: a garça-vaqueira e a garça-de-cabeça-preta.

## Reprodução
Em um período de acasalamento, as garças voam para frente e para trás e deslizam em círculos. Um par cativo levantava suas plumas no intuito de chamar atenção. Eles são monogâmicos. Ao contrário da maioria das garças, que nidificam em colônias, a maria-faceira nidifica sozinha. Os indivíduos constroem seus ninhos usando galhos de forma desordenada em árvores, apesar de viverem a maior parte do tempo no solo. Pode se aninhar em árvores maduras, como araucárias ou árvores exóticas. Há registros da construção de um ninho em um eucalipto com altura de aproximadamente 4 metros da Argentina.
Os ovos são azuis pálidos e salpicados, com cerca de 4,7 × 3,6 cm, e  normalmente são postos três ou quatro ovos. A incubação dura cerca de 28 dias e os filhotes descem aproximadamente 42 dias após a eclosão. A sobrevivência dos ovos foi avaliada em 28% e a sobrevivência dos filhotes em 40%; tempestades que destroem ninhos são uma importante causa de perdas. Através de observações de grupos familiares, apenas dois filhotes normalmente sobrevivem. Ao contrário da maioria das espécies de garças, a maria-faceira cuida dos filhotes mesmo depois que eles deixam o ninho. Os machos auxiliam as fêmeas a cuidarem dos filhotes recém-nascidos. Os juvenis imploram por comida sibilando com as asas caídas.

## Alimentação
Geralmente, para realizar sua alimentação, indivíduos dessa espécie costumam ficar parados e também andam muito lentamente. No entanto, eles podem utilizar técnicas mais ativas, como correr até atrás de presas ou capturar insetos voadores, principalmente libélulas. Além de insetos, pode se alimentar de minhocas, pequenos roedores, anfíbios e peixes. Eles normalmente se alimentam sozinhos ou em pares.